# Vladímir Leóntievich Komarov
Vladímir Leóntievich  Komarov (en ruso: Влади́мир Лео́нтьевич Комаро́в; 1869-1945) fue un botánico, micólogo, pteridólogo y algólogo ruso.
Hasta su muerte en 1945, fue el editor principal de la Flora SSSR (Flora de la URSS), que comprende 30 volúmenes publicados entre 1934–1960. Fue también presidente de la Academia de Ciencias de la Unión Soviética desde 1936 a 1945.

## Honores
El Instituto Botánico Komarov y sus asociados Jardín botánico Komarov en San Petersburgo le hacen honor en sus nombres.

### Eponimia
- (Apiaceae) Komarovia Korovin[2]

- (Equisetaceae) Equisetum komarovii Iljin ex Kom.[3]

- (Cyperaceae) Carex komaroviana A.I.Baranov & Skvortsov[4]

- (Euphorbiaceae) Euphorbia komaroviana Prokh.[5]

- Kolesnikov le dedica Larix komarovii (Larix gmelinii (Rupr.) Kuzen. ó L. olgensis var. komarovii Kolesn.),[6] Juniperus komarovii Florin,[7] Festuca komarovii Krivot.[8]

## Algunas publicaciones
- Coniferae of Manchuria. Trudy Imp. S.Peterburgsk. Obsc. 32: 230-241 (1902)
- De Gymnospermis nonnullis Asiaticis I, II. Bot. Mater. Gerb. Glavn. Bot. Sada RSFSR 4: 177-181, 5: 25-32 (1923-1924)
- Florae peninsulae Kamtschatka (1927)
- Флора СССР : в 30 т. / гл. ред. В. Л. Комаров. — Л. : Изд-во АН СССР, 1935.

- La abreviatura «Kom.» se emplea para indicar a Vladímir Leóntievich Komarov como autoridad en la descripción y clasificación científica de los vegetales.[9]